# Jordanów Śląski (stacja kolejowa)
Jordanów Śląski − nieczynna stacja kolejowa w Jordanowie Śląskim, w Polsce, w województwie dolnośląskim.